# Saint-Nicolas-des-Motets

Saint-Nicolas-des-Motets este o comună în departamentul Indre-et-Loire, Franța. În 1 ianuarie 2022 avea o populație de 241 de locuitori.